# Thomas Schmitt (Politiker)
Thomas Schmitt (* 11. April 1973 in Saarbrücken) ist ein deutscher Politiker (CDU).

## Ausbildung und Beruf
Schmitt wuchs in Körprich auf. Nach seinem Abitur im Jahr 1992 am Geschwister-Scholl-Gymnasium Lebach studierte er Rechtswissenschaften an der Universität des Saarlandes. Im Anschluss an sein erstes Staatsexamen im Jahr 1997 absolvierte er seinen Zivildienst bei der Caritas in Nalbach. Seinem Rechtsreferendariat folgte im Jahr 2000 das zweite Staatsexamen. Danach war er bis 2004 als Regierungsrat juristisch im saarländischen Wirtschaftsministerium tätig.

## Politik
Schmitt ist seit 1992 Mitglied der CDU und der Jungen Union. In den Jahren 1994 bis 1998 war er Kreisvorsitzender der Jungen Union Saarlouis. Seit 1994 ist er Mitglied im Landesvorstand der Jungen Union Saar. Dem Ortsvorstand der CDU Körprich sowie dem Gemeindevorstand der CDU Nalbach gehört er seit 1992 an. Außerdem ist er seit 1999 Mitglied im CDU-Kreisvorstand Saarlouis.
In den Jahren 1994 bis 1999 gehörte er dem Ortsrat Körprich an. Im September 2004 wurde er in den 13. Landtag des Saarlandes gewählt. Dort war er im Justizausschuss, im Wirtschaftsausschuss, im Ausschuss für Eingaben sowie im Ausschuss für Bildung, Kultur und Wissenschaft vertreten. 2017 kandidierte er nicht wieder für den Landtag.
Am 8. März 2017 wurde Thomas Schmitt vom Trierer Stadtrat zum Ordnungsdezernenten gewählt (Dezernat III mit den Aufgabengebieten Kultur, Tourismus, Recht, Sicherheit und Ordnung). Wegen seiner unberechtigten COVID-19-Impfung am 15. Januar 2021 trat er am 19. Februar 2021 von diesem Amt zurück.

## Persönliches
Thomas Schmitt ist römisch-katholisch und ledig. Von 2003 an war er Vorsitzender des nicht mehr bestehenden Madrigalchors Dillingen. Außerdem ist er seit 2004 stellvertretender Vorsitzender des Kreischorverbandes (früher Sängerkreis) Saarlouis sowie Vizepräsident des Saarländischen Chorverbandes (früher Saar-Sängerbund).